# 波留敏夫
波留 敏夫（はる としお、1970年5月25日 - ）は、京都府京都市東山区（現：山科区）出身の元プロ野球選手（外野手・内野手、右投右打）、コーチ。
現役時代は横浜ベイスターズの上位打線で闘志を剥き出しにしたプレーを見せ、「ハマの核弾頭」「突貫小僧」の愛称を持った。

## 経歴

### プロ入り前
大谷高等学校から、社会人野球の熊谷組へ入部。1992年の第63回都市対抗野球大会で準優勝。翌年も出場して優秀選手賞獲得。
1993年度ドラフト会議にて横浜ベイスターズから2位指名（逆指名）を受けて入団。担当スカウトは松岡功祐。

### 横浜時代
1994年は内野手として登録され、シーズン中盤より一軍に定着。終盤には怪我で戦線離脱した進藤達哉に代わり遊撃手として多く出場する。内野では三塁手も守ったほか、中堅手も多く守り、最終的には53試合に出場した。
1995年は中堅手として多く出場。初めて規定打席に到達し、打率三割を記録。調子や相手先発投手の利き腕に合わせ、同い年の石井琢朗と入れ替わりで1、2番打者を務めた。
1996年は、開幕から1番打者に固定されるなど好調だったが、徐々に調子を落とす。鈴木尚典、佐伯貴弘らとのし烈な外野のレギュラー争いに勝つことができず、規定打席未達に終わる。
1997年は開幕から好調を維持し、前年から石井が1番打者に定着したことにより、2番打者に固定された。打率.295の好成績を残し、自身二度目の規定打席到達を果たすも、同年オフの11月にプロ野球脱税事件への関与が発覚。
1998年の開幕から6週間の出場停止処分を受ける。横浜球団独自の方針で謹慎中は二軍戦にも出られなかったが、5月16日の中日ドラゴンズ戦で1番・中堅手で復帰する。調整不足からしばらく調子が出なかったが、7月には月間MVPを受賞するなど調子を取り戻し、マシンガン打線の2番打者として横浜の38年ぶりのリーグ優勝、日本一に貢献した。
1999年は打率.298を記録し、2番打者ながらキャリア・ハイとなる15本塁打、70打点、21盗塁を記録した。
2000年も開幕から好調をキープするも、足の怪我で戦線を離脱。以後閉幕まで一軍復帰できず60試合の出場に留まった。
2001年には背番号を1へ変更。新監督の森祇晶の方針により金城龍彦と入れ替わる形で三塁手に再転向するも、シーズン序盤に種田仁、山田博士とのトレードで中日ドラゴンズへ移籍。
バイプレーヤー的な存在の内野手と先発中継ぎの両方ができる投手を求めていた森監督が、中日の星野仙一監督に無理を承知で直談判し、異例のシーズン中の同一リーグ間でのトレードが実現した。なお、このトレードはシーズン途中での年俸1億円の選手の初のトレード例となった。

### 中日時代
2001年は8月16日の読売ジャイアンツ戦（ナゴヤドーム）で移籍後初本塁打となる代打満塁本塁打を放つ活躍があったが、故障の影響で打率.240、1本塁打、20打点と成績は低迷。
2002年11月15日、酒井忠晴とのトレードで千葉ロッテマリーンズへ移籍することが発表された。推定年俸7000万円（2000万円減）で、背番号は8。

### ロッテ時代
2003年も打率1割台と不振が続いた。
2004年の西武ライオンズとの開幕戦（西武ドーム）で1番・中堅手として開幕スタメンを果たす。しかし、不振を脱することはできず、オフに球団から戦力外通告を受け、現役を引退した。

### 現役引退後

#### 解説者時代
2005年は主にJ SPORTS、スカイ・A、テレビ神奈川の解説者として活動。また、社会人野球・クラブチームの熊球クラブに外野手として所属。

#### 横浜・DeNAコーチ時代
2006年は古巣・横浜の一軍外野守備走塁コーチに就任。
2007年からは一軍打撃コーチに配置転換された。
2009年は一軍外野守備走塁コーチに復帰した。
2010年は再び一軍打撃コーチに配置転換されたが、前年度から2年連続となるチーム打率12球団最下位を記録するなど、打線も低迷した。
2011年からは二軍打撃コーチに配置転換された。
2013年は三度一軍打撃コーチに配置転換されたが、7月4日の対東京ヤクルトスワローズ戦前にチーム状況の認識を巡って池田純球団社長と口論になったと報じられた。10月9日、今シーズン限りで退団することが発表された。

#### 中日コーチ時代
2014年からは中日の一軍外野守備走塁打撃コーチに就任。山崎武司によると、同年から選手兼任監督に就任した谷繁元信（横浜、中日時代の同僚）が唯一連れてきたコーチが同じ年の波留だという。
2016年は二軍打撃コーチに配置転換された。
2017年からは一軍打撃コーチに配置転換された。京田陽太の1番定着を手助けした。
2020年からは再び二軍打撃コーチに配置転換された。
2022年5月23日からは中村紀洋と入れ替わりで再び一軍打撃コーチに配置転換されたが、6月12日の北海道日本ハムファイターズ戦（札幌ドーム：セ・パ交流戦）では5回表の攻撃前の円陣で「目覚ませもっとお前ら！いつまで甘えてやってんねん野球！その気でやらんかいアホ！」とゲキを飛ばしたが、結局その後も得点を上げることはできず、22イニング無得点となり、チームも6連敗を喫した。10月13日、今シーズン限りで退団することが発表された。

#### オリックスコーチ時代
2023年からはオリックスの育成チーフコーチに就任。
2025年からは二軍監督を務めることが発表された。背番号も81に変更。

## 選手としての特徴・人物
俊足巧打と闘志満々なプレーが持ち味。1998年にはバントをしない攻撃的で勝負強い2番打者として横浜の38年ぶりの日本一に大きく貢献した。
現役時代の1999年（当時は横浜に在籍）、グラブは6本分指が入るものを使っていたと話していたことがある。当時は主に外野手をしていたこともあり、「内野手をやっていたので、どうしても中指と人差し指を重点的に使ってしまうが、それだと外野手のグラブとしてバランスが良くない。そこで小指の所に指が入る袋を二つ作ってもらって、そこで小指と薬指が使えるようにしました」ということだったという。
ロッテへの移籍直後、マリーンズ応援団が波留に対して語呂合わせで日本童謡の「春が来た」の替え歌を応援歌にしたところ、これを見た波留が激怒し、別の曲に変更となった。
2007年から2008年と2011年から2022年までは打撃コーチとして相手投手との間を重要視した指導を主に行っていた。

## 詳細情報

### 年度別打撃成績
| 年 度      | 球 団      | 試 合 | 打 席 | 打 数 | 得 点 | 安 打 | 二 塁 打 | 三 塁 打 | 本 塁 打 | 塁 打 | 打 点 | 盗 塁 | 盗 塁 死 | 犠 打 | 犠 飛 | 四 球 | 敬 遠 | 死 球 | 三 振 | 併 殺 打 | 打 率 | 出 塁 率 | 長 打 率 | O P S |
| ---------- | ---------- | ----- | ----- | ----- | ----- | ----- | -------- | -------- | -------- | ----- | ----- | ----- | -------- | ----- | ----- | ----- | ----- | ----- | ----- | -------- | ----- | -------- | -------- | ----- |
| 1994       | 横浜       | 53    | 187   | 168   | 26    | 50    | 12       | 2        | 3        | 75    | 10    | 7     | 3        | 1     | 0     | 13    | 0     | 5     | 33    | 1        | .298  | .366     | .446     | .812  |
| 1995       | 横浜       | 100   | 434   | 378   | 59    | 117   | 14       | 2        | 5        | 150   | 29    | 9     | 8        | 7     | 2     | 43    | 1     | 4     | 55    | 3        | .310  | .384     | .397     | .781  |
| 1996       | 横浜       | 114   | 373   | 332   | 32    | 88    | 14       | 2        | 2        | 112   | 21    | 4     | 5        | 12    | 0     | 24    | 0     | 5     | 57    | 4        | .265  | .324     | .337     | .661  |
| 1997       | 横浜       | 127   | 573   | 502   | 89    | 148   | 22       | 3        | 8        | 200   | 41    | 16    | 8        | 23    | 1     | 34    | 0     | 13    | 68    | 7        | .295  | .355     | .398     | .753  |
| 1998       | 横浜       | 106   | 487   | 428   | 69    | 117   | 23       | 1        | 2        | 148   | 39    | 12    | 2        | 11    | 4     | 39    | 1     | 5     | 57    | 5        | .273  | .338     | .346     | .684  |
| 1999       | 横浜       | 130   | 609   | 568   | 95    | 169   | 31       | 5        | 15       | 255   | 70    | 21    | 5        | 14    | 1     | 21    | 0     | 5     | 80    | 11       | .298  | .328     | .449     | .777  |
| 2000       | 横浜       | 60    | 237   | 219   | 30    | 66    | 14       | 0        | 8        | 104   | 17    | 3     | 4        | 1     | 1     | 13    | 0     | 3     | 31    | 10       | .301  | .347     | .475     | .822  |
| 2001       | 横浜       | 13    | 24    | 21    | 1     | 3     | 1        | 0        | 0        | 4     | 0     | 0     | 0        | 2     | 0     | 1     | 0     | 0     | 4     | 0        | .143  | .182     | .190     | .372  |
| 2001       | 中日       | 92    | 307   | 275   | 21    | 66    | 8        | 0        | 1        | 77    | 20    | 2     | 3        | 15    | 2     | 13    | 1     | 2     | 37    | 8        | .240  | .277     | .280     | .557  |
| '01計      | 中日       | 105   | 331   | 296   | 22    | 69    | 9        | 0        | 1        | 81    | 20    | 2     | 3        | 17    | 2     | 14    | 1     | 2     | 41    | 8        | .233  | .271     | .274     | .544  |
| 2002       | 中日       | 39    | 94    | 87    | 5     | 19    | 5        | 0        | 0        | 24    | 7     | 0     | 0        | 4     | 0     | 3     | 0     | 0     | 16    | 2        | .218  | .244     | .276     | .520  |
| 2003       | ロッテ     | 50    | 144   | 111   | 15    | 22    | 4        | 0        | 0        | 26    | 5     | 1     | 1        | 10    | 2     | 19    | 0     | 2     | 22    | 6        | .198  | .321     | .234     | .555  |
| 2004       | ロッテ     | 29    | 61    | 49    | 5     | 7     | 2        | 0        | 0        | 9     | 7     | 1     | 1        | 3     | 1     | 8     | 0     | 0     | 16    | 1        | .143  | .259     | .184     | .442  |
| 通算：11年 | 通算：11年 | 913   | 3530  | 3138  | 447   | 872   | 150      | 15       | 44       | 1184  | 266   | 76    | 40       | 103   | 14    | 231   | 3     | 44    | 476   | 58       | .278  | .335     | .377     | .712  |

- 各年度の太字はリーグ最高

### 表彰
- 月間MVP：1回（野手部門：1998年7月）
- JA全農Go・Go賞：2回（最多二・三塁打賞：1999年8月 強肩賞：1999年9月）

### 記録
初記録
- 初出場：1994年7月3日、対中日ドラゴンズ16回戦（横浜スタジアム）、7回裏に佐々木主浩の代打で出場
- 初打席：同上、7回裏にドウェイン・ヘンリーの前に三振
- 初安打：1994年7月13日、対阪神タイガース14回戦（横浜スタジアム）、7回裏に中西清起から左翼線二塁打
- 初先発出場：1994年7月25日、対広島東洋カープ16回戦（横浜スタジアム）、1番・三塁手で先発出場
- 初打点：1994年7月31日、対阪神タイガース18回戦（阪神甲子園球場）、9回表に古溝克之から適時打
- 初盗塁：1994年8月7日、対広島東洋カープ19回戦（広島市民球場）、6回表に二盗
- 初本塁打：1994年8月30日、対広島東洋カープ23回戦（広島市民球場）、1回表に紀藤真琴から先頭打者本塁打

その他の記録
- オールスターゲーム出場：1回（1997年）

### 背番号
- 2（1994年 - 2000年）
- 1（2001年 - 同年途中）
- 8（2001年途中 - 2004年）
- 71（2006年 - 2021年）
- 81（2022年、2025年 - ）
- 90（2023年 - 2024年）